# FK Tekstilac Bijelo Polje
FK Tekstilac bio je crnogorski nogometni klub iz Bijelog Polja. Njihova zadnja službena sezona bila je 2013./14., koju su proveli u crnogorskoj trećoj ligi.

## O klubu
FK Tekstilac je osnovan 1963. godine, kao kolektiv Tekstilne industrije iz Bijelog Polja. U to vrijeme bili su druga momčad te sjevernocrnogorske momčadi, pored vrlo uspješnog FK Jedinstvo.
Samo godinu dana nakon osnivanja, FK Tekstilac se plasirao u Crnogorsku republičku ligu (treći rang). Prvi značajniji uspjeh dolazi u sezoni 1973./74., kada FK Tekstilac završava kao četvrtoplasirana momčad Republičke lige. U sezoni 1979./80. momčad je završila kao viceprvak, ali bez promocije u Jugoslavensku drugu ligu. Za to vrijeme FK Tekstilac je postao uspješniji bjelopoljski tim, dok je drugi bjelopoljski tim FK Jedinstvo često igrao u najnižoj ligi.
Zapažen uspjeh tog doba FK Tekstilac ostvario je u sezoni 1985./86. Prvi i jedini put u povijesti momčad je osvojila Kup Republike Crne Gore i kvalificirala se za Kup Jugoslavije u sezoni 1986./87. U prvom kolu tog natjecanja FK Tekstilac ugostio je istaknutog člana jugoslavenske prve lige – splitski Hajduk od kojeg je ispao rezultatom 0:7. Utakmica je odigrana na Gradskom stadionu pred 8000 gledatelja, što je najveća posjećenost u povijesti nogometa u Bijelom Polju.
Od 1990. do 2006. godine FK Tekstilac je uglavnom igrao u Četvrtoj ligi – Sjeverna regija, a tek nekoliko sezona u Crnogorskoj republičkoj ligi.
Nakon osamostaljenja Crne Gore, FK Tekstilac postaje članom Treće lige Crne Gore i osvaja naslov prve sezone (2006./07.). Nakon doigravanja protiv FK Otrant i FK Iskra, FK Tekstilac se povijesno plasirao u Drugu ligu Crne Gore.
Svoj debi u Drugoj ligi (sezona 2007./08.) FK Tekstilac je završio kao posljednjeplasirani, pa je ispao u najniži rang. Tijekom sezone odigrali su tri lokalna derbija protiv FK Jedinstvo (0:4, 0:2, 1:4).
Od 2008. do 2014. godine FK Tekstilac je igrao u Trećoj ligi, ali bez značajnijih uspjeha. U to vrijeme FK Tekstilac je kao pobjednik ili drugoplasirani u finalu Kupa Sjeverne regije dva puta igrao u Kupu Crne Gore. Prvi put, u sezoni 2012./13., eliminirani su u prvom kolu protiv FK Sutjeske iz elitne lige (0:6). Sljedeće sezone ponovno su poraženi u prvoj fazi od FK Mladost (0:2).
Nakon sezone 2013./14., klub je raspušten zbog financijskih poteškoća.

## Stadion
Klub je domaće utakmice igrao na stadionu Gradski u Bijelom Polju, koji je imao kapacitet od 4000 gledatelja.

## Vanjske poveznice
- Službena stranica